# ラウル・ロエ
ラウル・セドリック・ロエ（Raoul Cédric Loé 、1989年1月31日 - ）は、フランス・クールブヴォア出身のプロサッカー選手。カメルーン代表。ポジションは、ミッドフィールダー。

## クラブ経歴
2010-11シーズン終了後、セグンダ・ディビシオンBに所属していたCAオサスナのBチームと契約。2011年12月21日のUDアルメリア戦でトップチームのベンチに初めて座ったが、出番はなかった。
2012年1月12日のコパ・デル・レイ・FCバルセロナ戦でトップチームデビュー。3月3日のRCDマジョルカ戦でプリメーラ・ディビシオン初出場。
2015年7月1日、カタールのクラブに移籍。
2017年2月6日、フリーでCAオサスナに復帰。
2018年6月20日、オモニア・ニコシアに移籍。

## 代表歴
2013年6月1日にカメルーン代表初招集。翌日のサッカーウクライナ代表との親善試合でデビュー。